# Вакуумна помпа
Вакуумната помпа е устройство, което отвежда въздуха или друг газ от затворен обем, за да остави частичен вакуум и намали налягането. Първата вакуумна помпа е изобретена през 1649 – 1650 г. от Ото фон Гьорике и е предшествана от смукателната помпа, която датира от древността. Тя е била възможна след теоретичните работи на Галилео и Торичели, който за първи път измерва атмосферното налягане през 1643 година. Гьорике използва Магдебургски полукълба.
Съществуват вакуумни помпи с различна степен на вакуум, както и с различна конструкция. Много от показаните долу конструкции служат и като нормални помпи за течности или като компресори. Намират приложение в различни области – електронна микроскопия, масспектрометрия, обогатяване на уран, радиотерапия и други. Използват се за създаване на вакуум в лабораторията при филтруване, в хладилни и климатични инсталации, при сублимационното сушене. В индустрията някои процеси като изпаряване, дестилация или ректификация при необходимост се извършват под вакуум (напр. при течности с много висока температура на кипене като мазут, битум или вещества, които се разлагат при по-висока температура). В такива случаи като първа „степен“ на вакуумната помпа служи кондензаторът (при втечняването на па̀рите обемът се намалява между 100 и 1000 пъти). 
При създаване на по-дълбок вакуум е необходимо използването на две или няколко помпи, свързани последователно, и/или използването на други принципи (напр. адсорбция, молекулярни помпи и др.).
- Безмаслена ротационна вакуумна помпа (Система "Рут")
- Вакуумна помпа (анимация)
- Вакуумна помпа с течностен пръстен
- Вакуумна роторна помпа с пластини
- Вакуумна роторна помпа с пластини
- Вакуумна помпа (ротор и пластини)
- Мембранна вакуумна помпа
- Водна (водоструйна) помпа (предимно в лабораторията)

При помпите с течностен пръстен като работна течност се използва най-често вода. При движението на ротора, под действие на центробежните сили течността образува „пръстен“, който уплътнява пространството между ротора и статора. Водата служи и като охладител, тя отвежда топлината отделена при компримирането на газа, затова процесът е приблизително изотермичен (при повечето други помпи той протича адиабатно, газът излиза с по-висока температура). Помпите с течностен пръстен се използват и при па̀ри на различни вещества, които могат да кондензират в помпата при компримирането. За разлика от други машини, при които образуването на кондензат може да измие маслото и да повреди помпата, тук това не представлява проблем. Поради тези предимства помпите с течностен пръстен намират широко приложение в индустрията (особено при изпаряване, дестилация под вакуум и др.). Недостатък е, че не могат да се достигнат налягания, по-ниски от налягането на наситените па̀ри на течността (обикновено границата е 33-35 mbar abs). Охлаждането и/или отвеждането на (замърсената) вода изисква допълнителна периферия (напр. топлообменник, тръбопроводи за водата и др.).